# Maître de poste
Ne doit pas être confondu avec Maître général des postes.
Le maître de poste est une personne, souvent un postillon sédentarisé, qui tient un relais de poste aux chevaux. Il fournit, moyennant certains avantages, des relais aux voitures de l'administration des postes. Il dirige plusieurs personnes autour de lui : domestiques, postillons,  valets et lingères.

## Historique
Par l'édit du 19 juin 1464, Louis XI crée le premier relais de poste, appelé à cette époque la « poste assise ». Cette maison de poste est tenue par un « chevaucheur tenant la poste du roi »  (appellation qui cède la place à « tenant poste » puis « maître de poste ») qui fournit des chevaux aux « chevaucheurs de l'écurie du roi » (appelés aussi « courriers du cabinet »).
En France, au début du XIXe siècle, sous le Premier Empire, il existe près de 1 400 maîtres de poste ; 16 000 chevaux sont répartis dans les différents relais. 
Dans de nombreux romans, Balzac a fait revivre l’atmosphère des relais de postes dont il nous a dressé un tableau réaliste.
En Allemagne, le maître de poste est appelé Posthalter. Sa fonction est souvent liée à l’exploitation d’une auberge ce qui, comme dans d’autres États, lui fait profiter des voyageurs de deux façons. On trouve des établissements portant encore l'enseigne Zur Post, vestige de cette époque.

## Brevet de maître de poste
La fonction de maître de poste qui, dans certains pays, avant la création d'une administration centralisée des postes, a existé jusqu'au XIXe siècle, revêt un statut officiel dans de nombreux États. Son statut et ses droits ont varié suivant les pays et les époques.

### En France
Dans la France de l'Ancien Régime et jusqu'en 1873, le maître de poste exerce son activité en vertu d'un brevet que lui délivre l'autorité dont il dépend, à savoir le contrôleur général des postes, puis la ferme générale des postes et le surintendant général des postes de 1672 à 1792, et enfin le directeur général des postes à partir de 1804. Le maître de poste porte un uniforme à partir de 1786. La charge de maître de poste était achetée. En théorie, le brevet n'est pas négociable mais il n'est pas rare qu'on le monnaye à prix d'argent malgré l'interdiction de l'Administration des postes. 
Les maîtres de poste étaient par la suite contrôlés par des inspecteurs appelés les visiteurs des postes, qui vérifiaient les registres d'ordre ou l’ensemble des utilisateurs des relais (voyageurs, postillons...). Dans la plupart des cas, le brevet reste au sein du patrimoine familial, et la charge de maître de poste se transmet du père en fils ou de l'époux défunt à la veuve. La possession du titre conférait à son titulaire, dans l'Ancien Régime, de nombreux avantages : 
- le maître de poste est exempt de taille (impôt)
- il est exempt du logement des gens de guerre
- il ne dépend pas des tribunaux de droit commun

Ces charges étaient alors supportées par les autres habitants de la paroisse. C'est la raison pour laquelle le maître de poste cristallisait sur lui le ressentiment de ses co-paroissiens soumis à la contribution publique.
Outre sa fonction, le maître de poste avait habituellement comme occupation principale celle d’agriculteur, ou plus souvent de cabaretier et d'aubergiste.
Le titre de maître de poste disparait en France en 1873, par suite du développement des chemins de fer et des gares ferroviaires.
Le cas particulier de Paris
À Paris, les maîtres de poste apparaissent à partir du début du XVIIIe siècle par voie familiale, à la suite d'une succession ou d'un mariage. Lorsqu'au décès du père maître de poste l'héritier n'est pas majeur, l'épouse du défunt reçoit le brevet et assure la fonction jusqu'à la majorité de l'impétrant. La charge peut être cédée au fils ou au gendre du maître de poste lors du mariage. Le brevet et le fonds de poste font alors partie de la dot. L'administration des Postes considère que cette transmission au sein de la famille garantit la stabilité et la continuité du service.
Seules trois familles dirigèrent la poste aux chevaux de Paris jusqu'à sa disparition : les familles Poullain, Lanchère et Dailly. En plus de leur activité de maître de poste, elles exerçaient celle d'exploitant agricole. Cette activité permit ainsi à la veuve Poullain, qui avait acheté en 1766 la ferme de Maisonville près de Charenton, de se procurer du fourrage pour nourrir ses chevaux au lieu de les envoyer à la campagne une partie de l'année. Son fils Michel prit ensuite à bail, en 1776, les fermes de Créteil et de Maisons qui couvraient 300 arpents à elles deux. Les Dailly étaient eux issus de familles d'agriculteurs. Outre ces activités agricoles, les maîtres de poste de Paris firent la remonte des armées du roi. Pour ce faire, ils achetaient parfois des chevaux hors des frontières, comme Jean Poullain qui se fournit dans les années 1730 en Belgique et en Hollande pour compléter ses acquisitions auprès des haras des États de Bretagne. Jean Nicolas Poullain fit le commerce de plus de 40 000 chevaux entre 1741 et 1751, avant de se consacrer à la seule activité de poste aux chevaux quand la fin de la guerre de Succession d'Autriche vint tarir la demande de chevaux pour l'armée. À partir des années 1780, Jean Lanchère fournit des chevaux à l'armée pour le transport d'artillerie. À la Révolution, Lachère et son associé Loiseau furent accusés d'avoir accumulé des profits mirobolants en réduisant volontairement les rations des chevaux. Si le premier fut disculpé, le second y perdit la tête. Claude Gaspard Dailly développa une importante féculerie à proximité de Trappes et son fils, une distillerie de betteraves. Le père eut l'idée d'utiliser les chevaux trop usés par le service des postes pour tirer les chariots et les tapissières, et créa pour ce faire une entreprise de déménagement. Les Dailly assurent dès 1837 le transport des facteurs en omnibus en vertu d'un marché passé avec l'administration des Postes. Mais les revenus tirés de la terre et de l'industrie demeurèrent indispensables pour la survie des maîtres de poste auxquels l'État dut de tous temps verser des indemnités ou bien fournir de l'ouvrage.
En 1718, le maître de poste Gabriel Pigeon utilisait 33 chevaux. Dès 1727, Jacques le Sommelier disposait de 56 têtes et Jean Poullain de 79 en 1741 lors de son décès. À partir de 1750, le nombre de chevaux de poste dépasse les 150. Leur nombre redescendra durant la Révolution du fait du manque de fourrages. En 1843, les Dailly possédaient environ 230 chevaux de poste qu'ils proposaient montés ou à l'attelage. L'ensemble des maîtres de poste de Paris, toutes activités confondues, utilisaient quelque 700 chevaux au milieu du XIXe siècle, qu'ils devaient héberger dans de vastes écuries mais aussi nourrir avec d'énormes quantités de fourrage. Les palefreniers et postillons étaient aussi hébergés par les maîtres de poste. On estime que la poste de Paris employait une cinquantaine de postillons en 1840.

### Autres pays

#### Belgique
Les patentes de poste pour attester de la capacité du maître de poste à exercer sa fonction sont à présent des pièces de collection, à la fois belles et de grandes dimensions; ces patentes permettent de reconstituer l’histoire des régions de Belgique car, à chaque changement des frontières européennes, les documents étaient signés par d'autres autorités. Les territoires belges et liégeois avant l'indépendance de 1830 ont tour à tour fait partie du Saint-Empire (Cercle de Bourgogne, sauf le pays liégeois) (de 800 à 1792), de la république puis de l'Empire français (1792-1815) et enfin du royaume uni des Pays-Bas (1815-1830).

### Canada
Le site historique du parc Héritage de Saint-Marc-de-Figuery, dans la région de l'Abitibi-Témiscamingue au Québec, dévoile aux visiteurs l'importance du métier de maître de poste en milieu rural. Cette institution muséale est une reconstitution du Musée de la poste et de la Boutique de forge.